# Liste der Naturdenkmale im Landkreis Jerichower Land
Die Liste der Naturdenkmale im Landkreis Jerichower Land nennt die im Gebiet des Landkreises Jerichower Land in Sachsen-Anhalt ausgewiesenen Naturdenkmale.
In den Veröffentlichungen des Landkreises Jerichower Land wird zwischen Naturdenkmalen, Flächennaturdenkmalen und flächenhaften Naturdenkmalen unterschieden.

## Naturdenkmale
| Nummer     | Bezeichnung                                     | Ort              | Koord.                       | Bild                     |
| ---------- | ----------------------------------------------- | ---------------- | ---------------------------- | ------------------------ |
| ND 0020AZE | „Stieleiche bei Wendgräben“                     | Wendgräben       |                              |                          |
| ND 0043AZE | „Rhododendronbestand bei Wendgräben“            | Wendgräben       |                              |                          |
| ND 0083AZE | „Stieleichengruppen (10 Exemplare) in Dornburg“ | Dornburg         |                              |                          |
| ND 0084AZE | „Winterlinde in Dornburg“                       | Dornburg         |                              |                          |
| ND 0085AZE | „4 Kornelkirschen in Leitzkau“                  | Leitzkau         |                              |                          |
| ND 0004JL  | „Eichen am Forsthaus Grabow (3 Stieleichen)“    | Grabow           |                              |                          |
| ND 0005JL  | „Eiche bei Pöthen“                              | Pöthen           |                              |                          |
| ND 0006JL  | „Sumpfzypresse im Park Pöthen“                  | Pöthen           |                              |                          |
| ND 0008JL  | „Rot-Buche (Namensbuche)“                       | Krüssau          |                              |                          |
| ND 0011JL  | „Findling auf Mühlenberg“                       | Parchau          |                              |                          |
| ND 0012JL  | „Eiche (im Park von Pietzpuhl)“                 | Pietzpuhl        |                              |                          |
| ND 0013JL  | „Eichen-Linden-Robinie-Allee“                   | Madel            | 52° 13′ 53″ N, 11° 53′ 44″ O | Baumallee Madel          |
| ND 0014JL  | „3 Eichen (im Park von Waldrogäsen)“            | Waldrogäsen      |                              |                          |
| ND 0015JL  | „Der Wetterstein (Findling)“                    | Wüstenjerichow   |                              |                          |
| ND 0016JL  | „Eiche (am Forsthaus Waldrogäsen)“              | Waldrogäsen      |                              |                          |
| ND 0017JL  | „Lindenallee“                                   | Schermen         |                              |                          |
| ND 0018JL  | „Eichenbaumreihe (15 Eichen)“                   | Schermen         |                              |                          |
| ND 0019JL  | „Maulbeerbaum an der Kirche“                    | Schermen         |                              | Maulbeerbaum in Schermen |
| ND 0021JL  | „Gruppe Findlinge (im Kiefernstangenholz)“      | Theeßen          |                              |                          |
| ND 0022JL  | „Eiche (an der Fernverkehrsstraße in Wahlitz)“  | Wahlitz          | 52° 6′ 27″ N, 11° 46′ 54″ O  | Wahlitzeiche             |
| ND 0024JL  | „Eichenallee Reitplatz“                         | Wahlitz          |                              |                          |
| ND 0025JL  | „Eiche (auf dem Dorfplatz)“                     | Wahlitz          |                              |                          |
| ND 0027JL  | „Findling“                                      | Ziepel           |                              |                          |
| ND 0028JL  | „Platanenallee“                                 | Möckern          |                              |                          |
| ND 0029JL  | „Roßkastanien-Linden-Platanen-Allee“            | Möckern          |                              |                          |
| ND 0030JL  | „Linden-Eichen-Akazien-Allee“                   | Möckern          |                              |                          |
| ND 0031JL  | „Breitkronenlinde „Schöne Linde““               | Möckern          |                              |                          |
| ND 0033JL  | „Kiefer“                                        | Lübars           |                              |                          |
| ND 0035JL  | „Dorfeiche (Eiche auf dem Dorfplatz Lühe)“      | Lühe             | 52° 9′ 10″ N, 11° 57′ 1″ O   | Dorfeiche Lühe           |
| ND 0036JL  | „Dorfeiche“                                     | Möckern          |                              |                          |
| ND 0037JL  | „Dorfeiche“                                     | Möckern          |                              |                          |
| ND 0038JL  | „Lürerkiefer – alte Riesenkiefer“               | Möckern          |                              |                          |
| ND 0039JL  | „Friedensteineichen von 1870 (2 Stieleichen)“   | Möckern          |                              |                          |
| ND 0040JL  | „Findling (großer Findling am Gerichtsberg)“    | Möckern          |                              |                          |
| ND 0044JL  | „Quellbuche (Rotbuche)“                         | Möckern          |                              |                          |
| ND 0045JL  | „Dorfteichlinde“                                | Lübars           |                              |                          |
| ND 0046JL  | „Eiche (Stieleiche am Graben)“                  | Lübars           |                              |                          |
| ND 0047JL  | „Eiche (Stieleiche an der Straße)“              | Lübars           |                              |                          |
| ND 0050JL  | „Breitkroneneiche Kl.-Lübars“                   | Klein Lübars     | 52° 10′ 17″ N, 12° 5′ 52″ O  |                          |
| ND 0052JL  | „Breitkroneneiche (Stieleiche am Teichrand)“    | Möckern          |                              |                          |
| ND 0053JL  | „Eiche (Stieleiche an der Kleinbahn)“           | Stegelitz        |                              |                          |
| ND 0054JL  | „Findling an der Lichtleitung“                  | Möckern          |                              |                          |
| ND 0055JL  | „Erratische Blöcke am Stern (2 Steine)“         | Möckern          | 52° 10′ 26″ N, 12° 0′ 14″ O  |                          |
| ND 0056JL  | „Linde (Kirchhof Tryppehna)“                    | Tryppehna        |                              |                          |
| ND 0058JL  | „Eiche“                                         | Möser            |                              |                          |
| ND 0060JL  | „Eiche“                                         | Magdeburgerforth |                              |                          |
| ND 0064JL  | „2 Rotbuchen“                                   | Lostau           |                              |                          |
| ND 0066JL  | „Findling (erratischer Block)“                  | Gladau           |                              |                          |
| ND 0070JL  | „Alte Eiche (Stieleiche)“                       | Karow            |                              |                          |
| ND 0071JL  | „Alte Eiche (Stieleiche sog. Sophieneiche)“     | Karow            |                              |                          |
| ND 0072JL  | „Zwei alte Eichen (sog. Schwesterneichen)“      | Karow            |                              |                          |
| ND 0074JL  | „Amerikanische Sumpfzypresse“                   | Genthin          |                              |                          |
| ND 0075JL  | „Blutbuche“                                     | Redekin          |                              |                          |
| ND 0076JL  | „Ginkgobaum“                                    | Redekin          |                              |                          |
| ND 0078JL  | „Pyramideneiche“                                | Redekin          |                              |                          |
| ND 0079JL  | „Sumpfzypresse“                                 | Nielebock        |                              |                          |
| ND 0080JL  | „Blutbuche“                                     | Nielebock        |                              |                          |
| ND 0081JL  | „Eiche bei Madel“                               | Madel            |                              |                          |
| ND 0087JL  | „Linde Biederitz“                               | Biederitz        |                              |                          |
|            | „Rotbuche Möser“                                | Möser            |                              |                          |

## Flächennaturdenkmale
| Nummer     | Bezeichnung                                      | Ort                                                       | Koord.                       | Bild            |
| ---------- | ------------------------------------------------ | --------------------------------------------------------- | ---------------------------- | --------------- |
| FND0015AZE | „Tümpel am Betonweg Kalitz-Göbel“                | Kalitz                                                    | 52° 5′ 33″ N, 12° 1′ 14″ O   |                 |
| FND0016AZE | „Tränke bei Lietzo (Schweineteich)“              |                                                           | 52° 4′ 21″ N, 12° 6′ 29″ O   |                 |
| FND0017AZE | „Spring bei Rottenau“                            | Rottenau                                                  | 52° 4′ 21″ N, 12° 6′ 29″ O   |                 |
| FND0032AZE | „2 Trockenrasenkuppen und Weinberg bei Dornburg“ | Dornburg                                                  | 52° 2′ 29″ N, 11° 53′ 41″ O  |                 |
| FND0001JL  | „Deichwall mit Eichen“                           | an der K1183, 2 km nördlich Burg                          | 52° 17′ 39″ N, 11° 50′ 40″ O |                 |
| FND0002JL  | „Quickbornquelle“                                | Im Wald ca. 3 km östlich von Hohenwarthe in Richtung Burg | 52° 14′ 19″ N, 11° 45′ 39″ O | Quickbornquelle |
| FND0003JL  | „Fuchsberg Gommern“                              | Gommern                                                   | 52° 4′ 0″ N, 11° 49′ 25″ O   |                 |
| FND0004JL  | „Hecke Gübs“                                     | Gübs                                                      | 52° 7′ 15″ N, 11° 43′ 48″ O  |                 |
| FND0006JL  | „Der Eiskeller“                                  | Woltersdorf                                               | 52° 9′ 3″ N, 11° 46′ 11″ O   |                 |
| FND0008JL  | „Otto-Quelle“                                    | Möckern, Magdeburgerforth                                 | 52° 14′ 2″ N, 12° 11′ 9″ O   |                 |
| FND0011JL  | Birkengruppe „Blaue Berge“                       | südlich Pietzpuhl                                         | 52° 12′ 4″ N, 11° 50′ 54″ O  |                 |
| FND0013JL  | „Hochmoor“                                       | Möckern                                                   | 52° 14′ 6″ N, 12° 10′ 7″ O   |                 |
| FND0019JL  | „Horste“                                         | Rackendorf                                                | 52° 11′ 59″ N, 12° 1′ 46″ O  |                 |
| FND0020JL  | „Ihlelauf in Hohenziatz“                         | Hohenziatz                                                | 52° 10′ 48″ N, 12° 2′ 56″ O  |                 |
| FND0021JL  | „Bruchwiesen mit Krötenteich“                    | Möckern                                                   | 52° 10′ 4″ N, 12° 3′ 15″ O   |                 |
| FND0022JL  | „Teichanlage Krüssau“                            | Krüssau                                                   | 52° 16′ 40″ N, 12° 4′ 41″ O  |                 |
| FND0024JL  | „Auwaldrest Königsbusch“                         | westlich Klietznick, am östlichen Elbufer                 | 52° 28′ 2″ N, 12° 0′ 1″ O    | Hutewald        |
| FND0025JL  | „Hutung Königsbusch“                             | westlich Klietznick, am östlichen Elbufer                 | 52° 27′ 54″ N, 12° 0′ 8″ O   | Hutewald        |
| FND0026JL  | „Torfstich Kleinwulkow“                          | Kleinwulkow                                               | 52° 29′ 35″ N, 12° 10′ 10″ O |                 |
| FND0028JL  | „Sprossender Bärlapp“                            |                                                           | 52° 21′ 24″ N, 12° 7′ 14″ O  |                 |
| FND0029JL  | „Bruch an der Bergmühle Gütter“                  | Burg                                                      | 52° 15′ 56″ N, 11° 54′ 0″ O  | weitere Bilder  |

## Flächenhafte Naturdenkmale
| Nummer    | Bezeichnung                | Ort                                          | Koord.                       | Bild |
| --------- | -------------------------- | -------------------------------------------- | ---------------------------- | ---- |
| NDF0001JL | Feuchtbiotop „Schleiekolk“ | Biederitz                                    | 52° 7′ 43″ N, 11° 44′ 7″ O   |      |
| NDF0002JL | Feldgehölz „Judenberg“     | Straße Reesen – Grabow Grabow, 39291 Möckern | 52° 15′ 52″ N, 11° 57′ 11″ O |      |
| NDF0003JL | Feuchtbiotop „Tränke“      | Ziegelsdorf (Möckern)                        | 52° 15′ 24″ N, 11° 59′ 7″ O  |      |

## Ehemalige Naturdenkmale
| Nummer    | Bezeichnung | Ort        | Koord. | Bild |
| --------- | ----------- | ---------- | ------ | ---- |
| ND 0057JL | „4 Eichen“  | Schopsdorf |        |      |

## Belege und Anmerkungen
1. 1 2  
Kleine Anfrage und Antwort Abgeordneter Dietmar Weihrich (BÜNDNIS 90/DIE GRÜNEN), 28.06.2011 Drucksache 6/159 (Kleine Anfrage - KA 6/7039) Biotopverbund
2. 1 2 3 4 5  Verordnung des Landkreises Jerichower Land über die Bestätigung der ND (Naturdenkmal)-Verordnungen des mit Ablauf des 30. Juni 2007 aufgelösten Landkreises Anhalt-Zerbst als neues Kreisrecht in Amtsblatt des Landkreises Jerichower Land, 4. Jahrgang, Nr. 17 vom 30.12.2010 S. 720–721. PDF (461 kB; abgerufen am 13. Juni 2022)
3. 1 2 3 4 5  
als Bestätigung von: Beschluss des Rates des Kreises Zerbst vom 13. Dezember 1967 Nr. 111-29/67
4. 1 2 3  
als Bestätigung von: Änderungsbeschluss des Rates des Kreises Zerbst vom 20. März 1972 Nr. 229 zum Ratsbeschluss vom 13. Dezember 1967 Nr. 111-29/67
5. 1 2 3 4 5 6 7 8 9 10 11 12 13 14 15 16 17 18 19 20 21 22 23 24 25 26 27 28 29 30 31 32 33 34 35 36 37 38 39 40 41 42 43 44 45 46 47 48 49 50 51 52 53 54  Verordnung des Landkreises Jerichower Land über die Bestätigung der ND (Naturdenkmale)-Verordnungen des mit Ablauf des 30. Juni 2007 aufgelösten Landkreises Jerichower Land als neues Kreisrecht in Amtsblatt des Landkreises Jerichower Land, 4. Jahrgang, Nr. 17 vom 30.12.2010 S. 721–725, PDF (461 kB; abgerufen am 13. Juni 2022)
6. 1 2 3 4 5 6 7  
als Bestätigung von: Dritte Nachtragsverordnung zur Sicherung von Naturdenkmalen im Landkreise Jerichow I vom 21. Juli 1941. Veröffentlichung im Amtsblatt der Regierung zu Magdeburg vom 18. Oktober 1941
7. 1 2 3 4 5 6 7 8 9 10 11  
als Bestätigung von: Beschluss des Rates des Kreises Burg vom 25. Mai 1955 über die Erklärung von Einzelgebilden der Natur zu Naturdenkmälern
8. 1 2 3 4  
als Bestätigung von: Vierte Nachtragsverordnung zur Sicherung von Naturdenkmalen im Landkreise Jerichow I vom 4. März 1942. Veröffentlichung im Amtsblatt der Regierung zu Magdeburg vom 14. März 1942 i. V. m. Beschluss des Rates des Kreises Burg vom 25. Mai 1955 über die Erklärung von Einzelgebilden der Natur zu Naturdenkmälern
9. ↑  
als Bestätigung von: Dritte Nachtragsverordnung zur Sicherung von Naturdenkmalen im Landkreise Jerichow I vom 21. Juli 1941. Veröffentlichung im Amtsblatt der Regierung zu Magdeburg vom 18. Oktober 1941 i. V. m. Beschluss des Rates des Kreises Burg vom 25. Mai 1955 über die Erklärung von Einzelgebilden der Natur zu Naturdenkmälern
10. ↑  
als Bestätigung von: Zweite Nachtragsverordnung zur Sicherung von Naturdenkmalen im Landkreise Jerichow I vom 10. Juli 1939. Veröffentlichung im Amtsblatt der Regierung zu Magdeburg vom 2. September 1939 i. V. m. Beschluss des Rates des Kreises Burg vom 25. Mai 1955 über die Erklärung von Einzelgebilden der Natur zu Naturdenkmälern
11. 1 2 3 4 5 6 7 8 9  
als Bestätigung von: Verordnung zur Sicherung von Naturdenkmalen im Landkreise Jerichow I vom 23. April 1937. Veröffentlichung im Amtsblatt der Regierung zu Magdeburg vom 1. Mai 1937
12. 1 2 3 4 5 6  
als Bestätigung von: Zweite Nachtragsverordnung zur Sicherung von Naturdenkmalen im Landkreise Jerichow I vom 10. Juli 1939. Veröffentlichung im Amtsblatt der Regierung zu Magdeburg vom 2. September 1939
13. 1 2 3  
als Bestätigung von: Fünfte Nachtragsverordnung zur Sicherung von Naturdenkmalen im Landkreise Jerichow I vom 4. März 1942. Veröffentlichung im Amtsblatt der Regierung zu Magdeburg 14. März 1942
14. 1 2 3 4 5  
als Bestätigung von: Beschlussvorlage des Rates des Kreises Burg vom 21. März 1968 Nr. 287-91(IV)68
15. 1 2  
als Bestätigung von: Beschluss des Rates des Kreises Burg vom 13. September 1989 Vorlagen-Nr.: 0288
16. 1 2 3 4 5 6 7 8 9 10 11 12 13 14  
als Bestätigung von: Beschluss des Rates des Kreises Genthin vom 16. April 1975 Nr. 130-27/75
17. ↑  Chronologie:

11. April 1995 Verordnung des Landkreises Jerichower Land über die Erklärung einer „Feld-Eiche“ zum Naturdenkmal (Amtsblatt für den Landkreis Jerichower Land vom 17.5.1995, Nr. 5, Seite 2 - 4)

10. November 2005 Verordnung des Landkreises Jerichower Land zur Änderung der Verordnung über das Naturdenkmal „Feld-Eiche“  PDF (1,7 MB; abgerufen am 13. Juni 2022)

Amtsblatt des Landkreises Jerichower Land vom 30. Dezember 2010, Nr. 17 S. 22, PDF (461 kB; abgerufen am 13. Juni 2022)
 Berichtigt in Amtsblatt des Landkreises Jerichower Land, 6. Jahrgang, Nr. 02 vom 31.01.2012 S. 11 PDF (340 kB; abgerufen am 13. Juni 2022)
18. ↑  Verordnung des Landkreises Jerichower Land über die Erklärung der „Linde Biederitz“ zum Naturdenkmal in Amtsblatt des Landkreises Jerichower Land, 3. Jahrgang, Nr. 07 vom 17.04.2009 S. 273 PDF (88 kB; abgerufen am 13. Juni 2022
19. ↑  Verordnung des Landkreises Jerichower Land über die Ausweisung von einer Rotbuche in der Gemeinde Möser als Naturdenkmal in Amtsblatt des Landkreises Jerichower Land, 5. Jahrgang, Nr. 03 vom 11.02.2011 S. 93, PDF (228 kB; abgerufen am 13. Juni 2022)
20. 1 2 3 4  Verordnung des Landkreises Jerichower Land über die Bestätigung der FND (Flächennaturdenkmal)-Verordnungen des mit Ablauf des 30. Juni 2007 aufgelösten Landkreises Anhalt-Zerbst als neues Kreisrecht in Amtsblatt des Landkreises Jerichower Land, 4. Jahrgang, Nr. 17 vom 30.12.2010 S. 711–712, PDF (461 kB; abgerufen am 13. Juni 2022)
21. 1 2 3 4  
als Bestätigung von: Beschluss des Rates des Kreises Zerbst vom 29. Januar 1986 Nr. 006
22. 1 2 3 4 5 6 7 8 9 10 11 12 13 14 15 16 17  Verordnung des Landkreises Jerichower Land über die Bestätigung der FND (Flächennaturdenkmal)-Verordnungen des mit Ablauf des 30. Juni 2007 aufgelösten Landkreises Jerichower Land als neues Kreisrecht in Amtsblatt des Landkreises Jerichower Land, 4. Jahrgang, Nr. 17 vom 30.12.2010 S. 712–713, PDF (461 kB; abgerufen am 13. Juni 2022)
23. 1 2 3  
als Bestätigung von: Beschluss des Rates des Kreises Burg vom 25. Mai 1955
24. 1 2 3  Schutzgebietsdaten des LAU Sachsen-Anhalt, Stand 31.12.2016 (Karte (Memento vom 3. Oktober 2019 im Internet Archive))
25. ↑  
als Bestätigung von: Verordnung zur Sicherung von Naturdenkmalen im Landkreise Jerichow I vom 23. April 1937, Veröffentlichung im Amtsblatt der Regierung zu Magdeburg vom 1. Mai 1937. In Verbindung mit Beschluss des Rates des Kreises Burg vom 25. Mai 1955
26. 1 2 3  
als Bestätigung von: Beschluss des Rates des Kreises Burg vom 24. August 1988 Vorlagen-Nr.: 0327
27. 1 2 3  Verordnung des Landkreises Jerichower Land über die Bestätigung der NDF (flächenhafte Naturdenkmale)-Verordnungen des mit Ablauf des 30. Juni 2007 aufgelösten Landkreises Jerichower Land als neues Kreisrecht in Amtsblatt des Landkreises Jerichower Land, 4. Jahrgang, Nr. 17 vom 30.12.2010 S. 710–711, PDF (461 kB; abgerufen am 13. Juni 2022)
28. ↑  Für nicht mehr schutzwürdig befunden, nachdem nur noch zwei Eichen vorhanden waren, an denen 2007 zudem ein umfangreicher Verkehrssicherungsschnitt durchgeführt worden war:
Verordnung des Landkreises Jerichower Land zur Löschung des Naturdenkmals „4 Eichen“ in Schopsdorf in Amtsblatt für den Landkreis Jerichower Land. 6. Jahrgang, Nr. 17 vom 30.11.2012 S. 336–337 PDF, abgerufen am 13. Juni 2022)

- Karte mit allen Koordinaten:
- OSM |
- WikiMap